# Thập niên 180
Thập niên 180 hay thập kỷ 180 chỉ đến những năm từ 180 đến 189.